# 斎藤半六

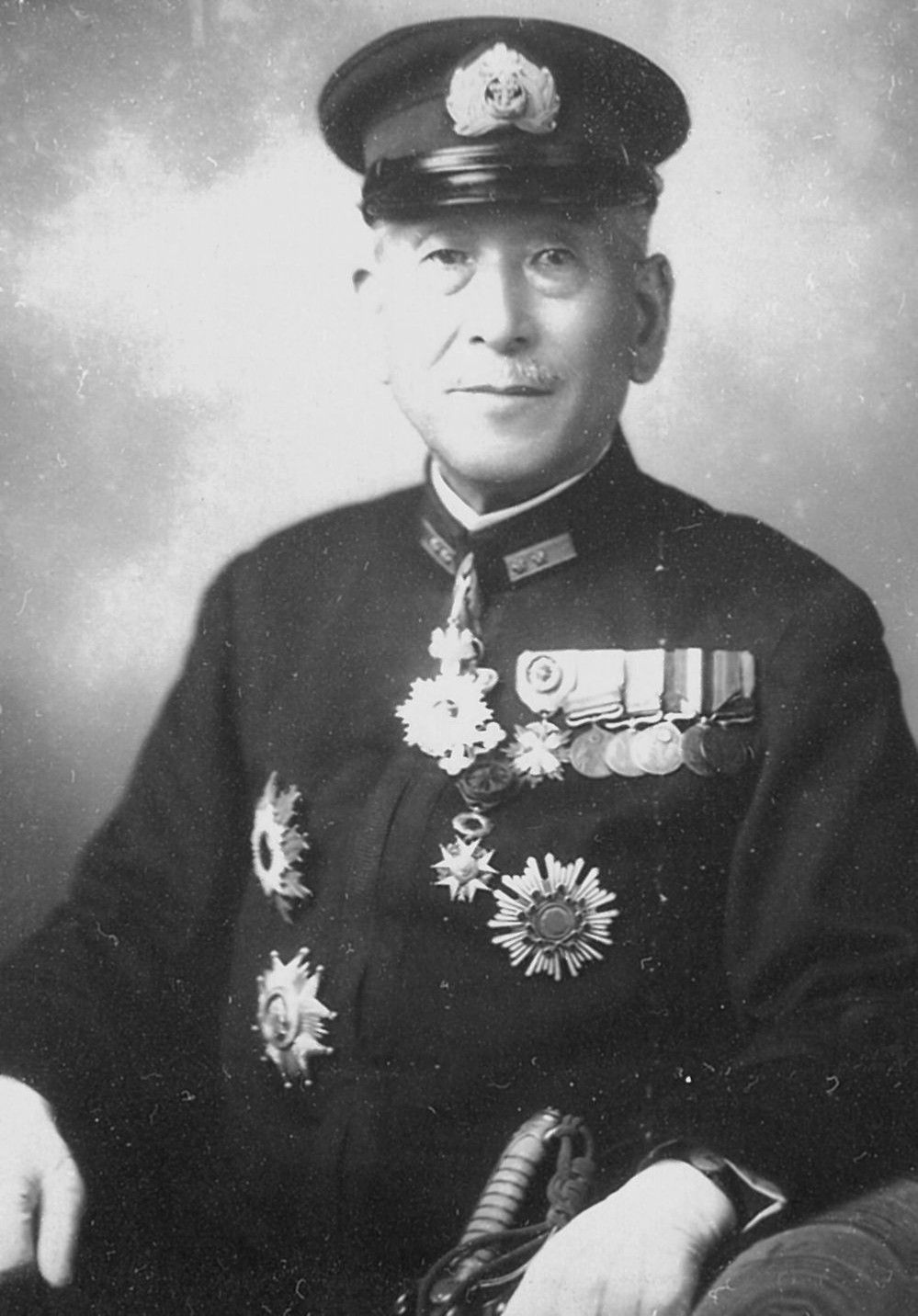
斎藤半六

斎藤 半六（さいとう はんろく、旧字体：齋藤󠄁 半󠄁六、1869年7月24日（明治2年6月16日） - 1952年（昭和27年）4月25日）は、日本の海軍軍人。最終階級は海軍中将。実兄は政治家の中橋徳五郎。

## 経歴
石川県金沢市で、知行170石の旧加賀藩士の家に生まれる。1890年（明治23年）7月、海軍兵学校（17期）を卒業し、1892年（明治25年）12月、海軍少尉任官。日清戦争では対馬水雷隊攻撃部付として出征した。1896年（明治29年）11月、「八重山」分隊長となり、「平遠」「葛城」の各分隊長、横須賀水雷団第1水雷艇隊艇長、佐世保水雷団水雷艇隊付、兼水雷艇「曙」回航委員、横須賀水雷団第2水雷艇隊艇長、「橋立」分隊長、横須賀鎮守府副官、兼東京湾要塞参謀などを経て、1902年（明治35年）10月、海軍少佐に昇進し海軍教育本部員兼副官に就任した。1903年（明治36年）6月、「朝日」分隊長に就任し、第18艇隊司令兼艇長を経て、1904年（明治37年）9月、「雷」駆逐艦長となり日露戦争に出征し、1905年（明治38年）8月、海軍中佐に進級した。
1905年12月から海軍大学校選科学生として学び、1906年（明治39年）12月、海軍省人事局員に発令され、イタリア大使館付武官に転じ、1911年（明治44年）12月、海軍大佐に昇進。1912年（大正元年）9月、「明石」艦長となり、「宗谷」「鞍馬」の各艦長を歴任し、1916年（大正5年）12月、海軍少将に進級し佐世保鎮守府参謀長となった。1917年（大正6年）12月、第1艦隊参謀長に就任し、兼連合艦隊参謀長、海軍水雷学校長を経て、1920年（大正9年）12月、海軍中将に進み第2戦隊司令官に就任。以後、練習艦隊司令官、海軍将官会議議員、第2戦隊司令官、舞鶴要港部司令官、佐世保鎮守府司令長官、第2艦隊司令長官などを勤め、1925年（大正14年）12月、待命となり予備役に編入された。

## 栄典・授章・授賞
位階
- 1893年（明治26年）1月31日 - 正八位[1]
- 1896年（明治29年）12月21日 - 従七位[2]
- 1898年（明治31年）3月8日 - 正七位[3]
- 1902年（明治35年）12月25日 - 従六位[4]
- 1905年（明治38年）9月12日 - 正六位[5]
- 1910年（明治43年）10月21日 - 従五位[6]
- 1915年（大正4年）11月11日 - 正五位[7]
- 1920年（大正9年）12月10日 - 従四位[8]
- 1923年（大正12年）7月31日 - 正四位[9]
- 1925年（大正14年）12月28日 - 従三位[10]

勲章等
- 1895年（明治28年）11月18日 - 勲六等瑞宝章・功五級金鵄勲章[11]・明治二十七八年従軍記章[12]
- 1900年（明治33年）5月31日 - 勲五等瑞宝章[13]
- 1904年（明治37年）11月29日 - 勲四等瑞宝章 [14]
- 1906年（明治39年）4月1日 - 功四級金鵄勲章・勲三等旭日小綬章・明治三十七八年従軍記章[15]
- 1918年（大正7年）4月22日 - 勲二等瑞宝章[16]
- 1920年（大正9年）11月1日 - 旭日重光章[17]
- 1925年（大正14年）1月27日 - 勲一等瑞宝章[18]
- 1940年（昭和15年）8月15日 - 紀元二千六百年祝典記念章[19]

## 親族
- 妻 斎藤キク（原保太郎の三女）
- 実兄 中橋徳五郎 （戦前の政治家）